# Im Dae-won
Im Dae-won (kor. 임 대원; ur. 16 sierpnia 1976) – południowokoreański zapaśnik w stylu klasycznym. Olimpijczyk z Aten 2004, gdzie zajął siódme miejsce w kategorii 55 kg.
Srebrny medalista mistrzostw świata w 2003. Wicemistrz Azji w 2004 i 2005, brąz w 2003. Pierwszy w Pucharze Azji w 2003 roku.